# تشارلز ر. وينر
تشارلز ر. وينر هو محامي وقاضي وسياسي أمريكي، ولد في 27 يونيو 1922 في فيلادلفيا في الولايات المتحدة، وتوفي في 9 نوفمبر 2005 في Doylestown, Pennsylvania ‏ في الولايات المتحدة. نشط حزبياً في الحزب الديمقراطي. وقد انتخب عضو مجلس ولاية بنسيلفانيا ‏.